# Порше Карера ГТ
Carrera GT е модел на известната немска автомобилна фирма „Порше“.
Според създателите на колата дотогава не е правено нищо, което да бъде толкова близо до пистата. Това се дължи на факта, че Carrera GT е разработена на базата на опита, който легендарната марка е натрупала в състезанията на 24 часа на Льо Ман през годините. Победите там наброяват 23 000 в отделните надпревари.

## Двигател
Моделът разполага с 10-цилиндров, V-образен двигател, разположен централно в междуосовото пространство, което снижава центъра на тежестта извънредно много. На всеки цилиндър има по 4 клапана. Работният обем е 5733 куб.см. и достига мощност от 612 к.с. при 8000 об/мин. Максималният въртящ момент е 590 Нм.

## Трансмисия
Както повечето спортни автомобили, Carrera GT разполага със задно предаване. Скоростната кутия е 6-степенна, механична, а съединителят (PCCC) е сух, двудисков керамичен, разработен по специален проект на Порше.

## Динамични характеристики
Максималната скорост е от 330 км/ч. От 0 до 100 км/ч автомобилът достига за 3,9 сек., а от 0 до 200 км/ч за 9,9 сек.

## Шаси и окачване
Окачването отпред и отзад е с двойни носачи с хоризонтално разположени амортисьори. Спирачките (PCCB) са разработени по същата технология, както и съединителя. Това са 6-цилиндрови спирачни апарати отпред и отзад и керамично-композитни перфорирани и вентилирани дискове. Вградена е антиблокираща система (ABS).
Автомобилът е с резервоар с вместимост от 92 л. Разполага също и със заден спойлер, който в комплект с поставения отдолу дифузьор допринася за максимално ефективното разпределение на въздушните потоци около задницата, а от там идва и стабилното поведение при високи скорости.
Carrera GT е впечатляващ спортен автомобил, който грабва вниманието не само с динамичните си характеристики, но също така и с дизайн, който не може да остане незабелязан. Издължената линия на фаровете, типична за Порше, големите отвори за въздух, както и ниското положение на колата спрямо шосето са само част от елементите, създаващи усещането за агресия, лъхащо от „спортиста“.